# Jean-Claude Izzo

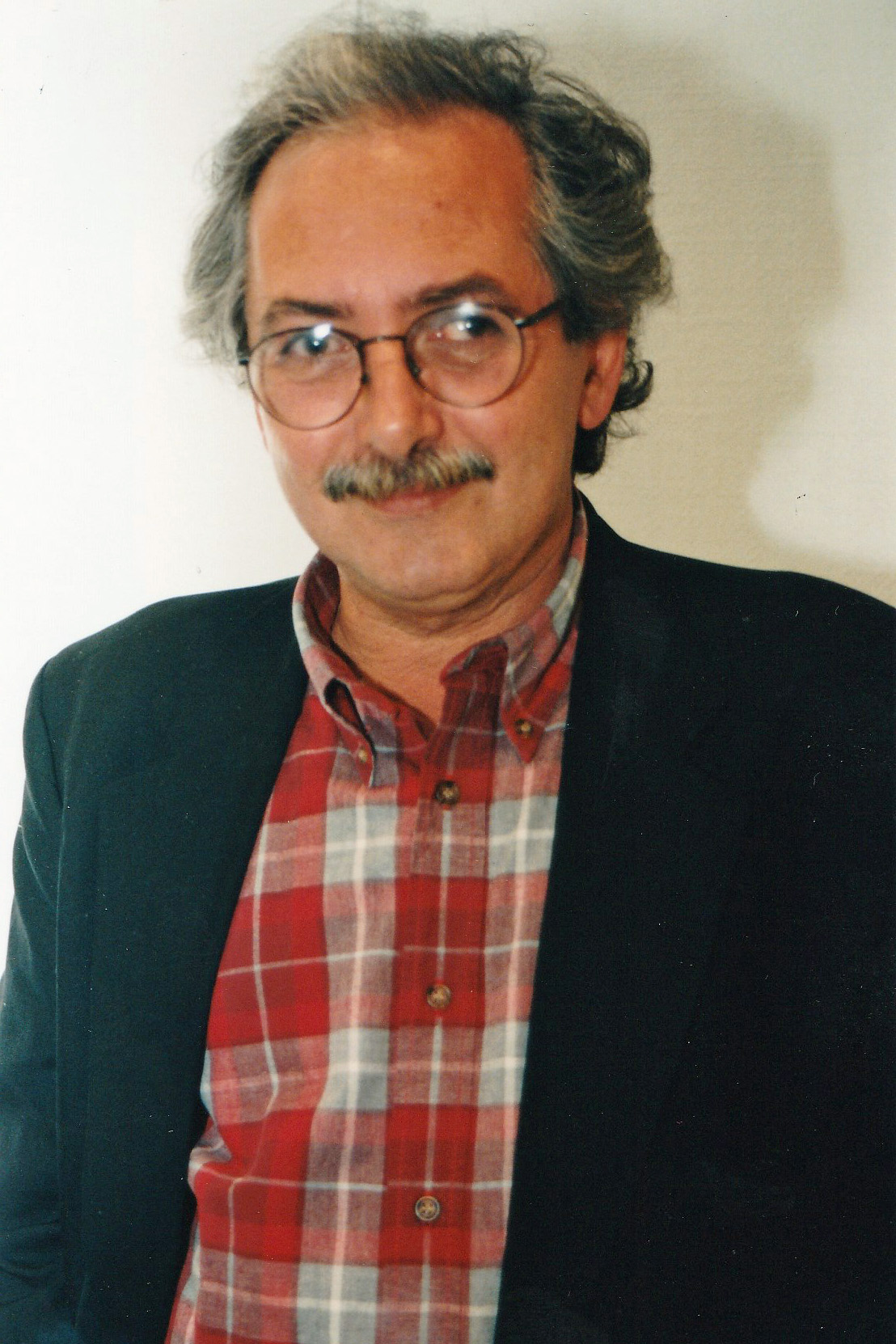
Jean-Claude Izzo (1997)

Jean-Claude Izzo (* 20. Juni 1945 in Marseille; † 26. Januar 2000 ebenda) war ein französischer Journalist und Schriftsteller.
Seine Bekanntheit verdankte er vor allem den Kriminalromanen der „Marseille-Trilogie“ Total Khéops, Chourmo und Soléa. Er stand in der Tradition des französischen Néo-Polar, Kriminalliteratur mit gesellschaftskritischem Einschlag. Izzo selbst sah sich als einen Schüler Leonardo Sciascias.

## Leben
Geboren 1945 als Sohn eines italienischen Einwanderers und einer „Halbspanierin“, wuchs Jean-Claude Izzo in Marseille und dem Marseiller Umland auf. Schon früh begann er als Autodidakt, Gedichte zu verfassen. Er engagierte sich in der Politik, arbeitete als Journalist und zog schließlich 1987 nach Paris, wo er als Chefredakteur die Zeitschrift Viva leitete, bis ihm wegen politischer Auseinandersetzungen gekündigt wurde.
In den folgenden Jahren veröffentlichte er zunehmend schriftstellerische Arbeiten, darunter vor allem Drehbücher und Kriminalgeschichten. 1995 erschien Total Khéops bei Gallimard, im Jahr darauf Chourmo. Izzo zog von Paris nach Saint-Malo, später nach Ceyreste. 1998 erschien mit Soléa der abschließende Band der „Marseille-Trilogie“. Jean-Claude Izzo starb am 26. Januar 2000 an Lungenkrebs. In Deutschland wurde er erst nach seinem Tode bekannt und 2001 für Chourmo mit dem Deutschen Krimi Preis ausgezeichnet.
Izzo hat in seinen Werken vor allem seiner Heimatstadt Marseille ein literarisches Denkmal gesetzt. Er schrieb selbst: „In Marseille geboren zu werden, ist niemals ein Zufall. Marseille ist schon immer der Hafen der Exilanten gewesen [...]. Woher man auch kommt, in Marseille ist man zu Hause. Auf den Straßen begegnet man vertrauten Gesichtern, vertrauten Gerüchen. Marseille ist einem vertraut. Vom ersten Augenblick an.“

## Die Marseille-Trilogie

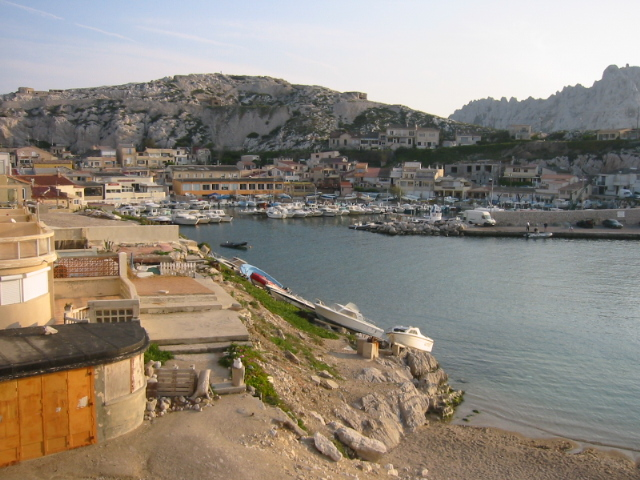
Les Goudes – Montales Wohnort

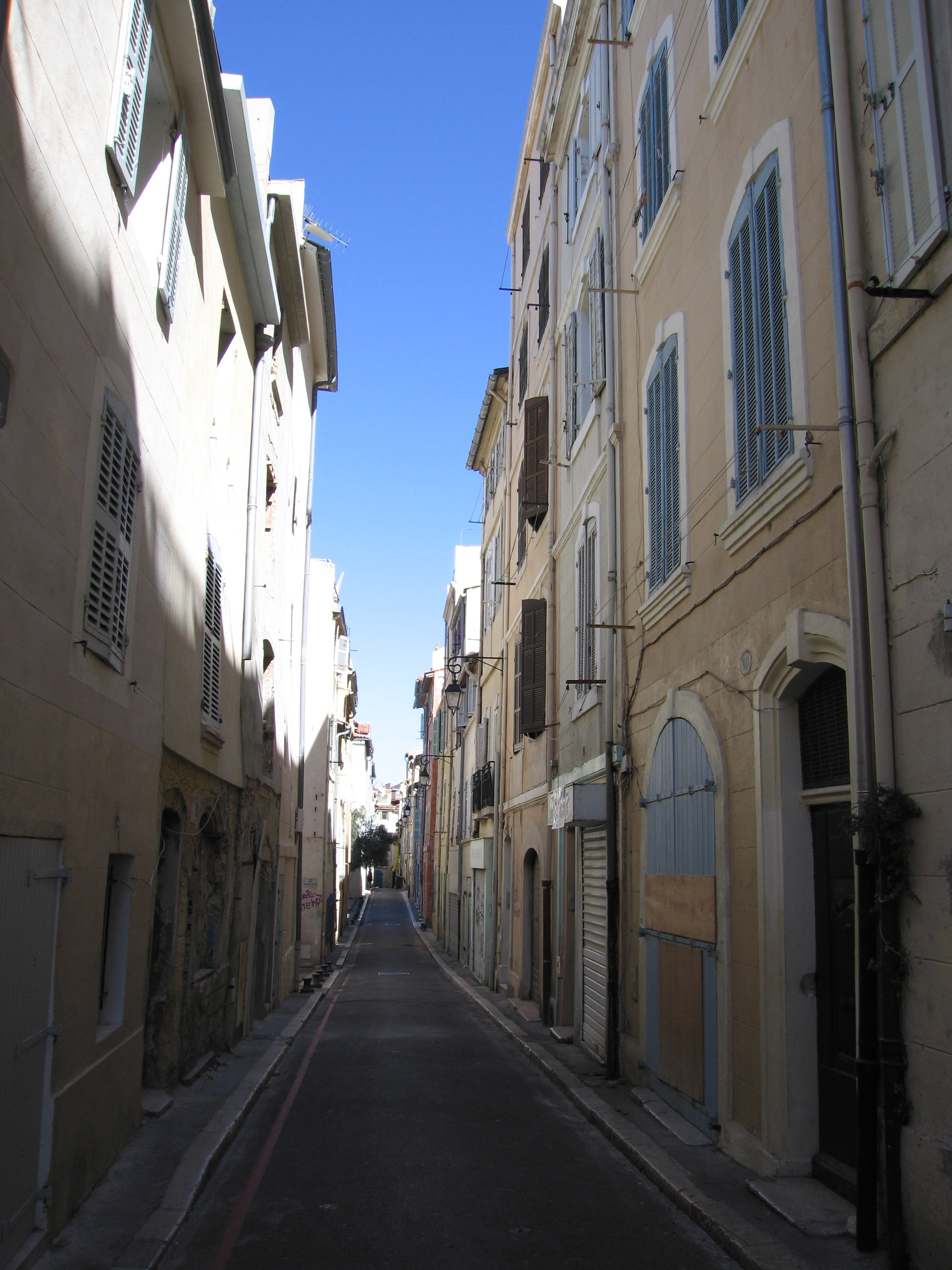
Le Panier – Montales Jugendviertel

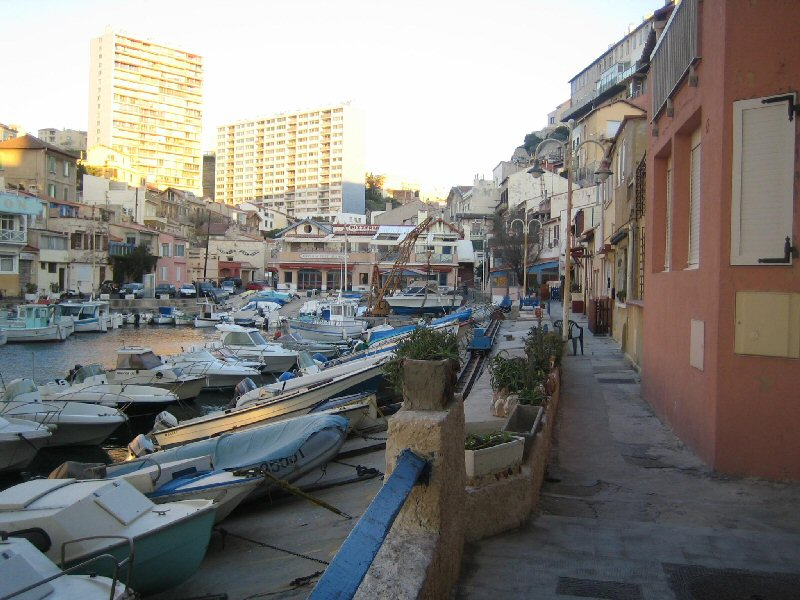
Vallon des Auffes – Heimat des Fischers Felix

Die drei Romane der Marseille-Trilogie drehen sich um Fabio Montale, einen Polizisten aus den Marseiller Vororten, der gegen das Verbrechen in Form eines korrupten Polizeiapparats, der Mafia und einer Allianz aus Rechtsextremisten und islamischen Fundamentalisten kämpft. Montale stammt wie Izzo selbst aus einer Migrantenfamilie, und er hat trotz der ihn umgebenden Gewalt nie sein Herz für die einfachen Leute verloren. Die Kulisse für die Romane gibt die Stadt Marseille ab, ein Schmelztiegel der Kulturen und Heimat für heimatlose Seefahrer und andere Gestrandete. Ihr mediterranes Flair sowie Izzos Vorlieben für gutes Essen und Musik ziehen sich trotz der stets präsenten Gewalt durch die Trilogie.

### Total Khéops (deutsch: Total Cheops)
Der erste Roman der Trilogie führt Montale in seine eigene Vergangenheit. Er trifft seine Jugendliebe Lole wieder, und seine beiden Jugendfreunde Manu und Ugo werden ermordet. Scheinbar unabhängig von diesen Ereignissen ist die brutale Vergewaltigung Leilas, der Tochter eines befreundeten algerischen Einwanderers. Doch je tiefer Montale in den Sumpf der Verbrechen eindringt, umso mehr verknüpfen sich die Fälle zu einem Netz von Machtkämpfen innerhalb der Mafia und rechtsextremistischen Zellen. Gegen Widerstand aus den eigenen Reihen der Polizei gelingt es Montale, die Verbrechen aufzuklären. Total Khéops, nach einem 1989 von IAM veröffentlichten Lied, bedeutet so viel wie „Knietief in der Scheisse“.

### Chourmo
Im zweiten Roman hat Montale den Polizeidienst quittiert. Doch erneut holt ihn seine Vergangenheit ein, dieses Mal in Form seiner Cousine Gélou, die ihn bittet, ihren vermissten Sohn zu suchen. Montale findet heraus, dass ihr Sohn als Zeuge eines Mordes beseitigt wurde. Als bei seinen Ermittlungen der Streetworker Serge vor seinen Augen erschossen wird, kommt Montale einer Verschwörung islamistischer Fundamentalisten auf die Spur. Und er erkennt, dass auch rechtsextreme Kreise bis zu seinen ehemaligen Kollegen in der Polizei verstrickt sind. Chourmo, auch ein CD-Titel des Massilia Sound System, nannte man die Ruderer der Galeerenschiffe.

### Solea
Im abschließenden Roman kehren sich die Vorzeichen um. Nicht Montale jagt länger die Mafia, sondern diese jagt ihn. Babette, eine befreundete Journalistin, hat in einer Recherche über die Mafia brisante Dokumente zusammengetragen, die die Spur des organisierten Verbrechens bis weit in die Kreise von Wirtschaft und Politik dokumentieren. Die Mafia erpresst Montale, um über ihn an Babette und ihre Dokumente zu gelangen, und tötet nach und nach alle Menschen, die ihm wichtig sind. Montale stellt sich den Killern und wird am Ende selbst eines ihrer Opfer. Solea, nach einem Lied von Miles Davis, bezeichnet Izzo als das Rückgrat des gesungenen Flamenco.

### Filmadaptionen
- Im Jahre 2001 wurde die Trilogie für den französischen Fernsehsender TF1 unter dem Titel Fabio Montale verfilmt. Die Hauptrolle spielte Alain Delon, was wegen der rechtspopulistischen Sympathien des Schauspielers für Empörung bei Izzos Hinterbliebenen und seinen Fans sorgte.[7]

- 2002 entstand der französische Kinofilm Total Khéops unter der Regie von Alain Bévérini. Mitwirkende waren Richard Bohringer und Marie Trintignant.

### Hörspiele und Lesungen
1997 produzierte und sendete das Deutschlandradio das Hörspiel Total Cheops mit Hans Peter Hallwachs, Hilmar Eichhorn und Anna Thalbach in den Hauptrollen. Harald Brandt hatte das Werk für den Rundfunk bearbeitet, Regie führte Ulrich Gerhardt. Das Hörspiel wurde 2002 bei Der Audio Verlag veröffentlicht.
Die von Ulrich Gerhardt bearbeiteten Fortsetzungen Chourmo und Solea strahlte das Deutschlandradio 2003 aus; sie wurden allerdings nicht als Hörspiel publiziert. Zur Wiederholung im Juli 2019 hat der Sender die komplette Hörspiel-Trilogie für ein Jahr als Download online gestellt.
2005 veröffentlichte GoyaLiT beide Romane als Hörbuch, gelesen von Dietmar Mues. Weitere Romane Izzos, die von Dietmar Mues eingelesen wurden, sind Aldebaran (2004) und Die Sonne der Sterbenden (2006). Vom letztgenannten Roman produzierte der WDR 2005 eine Hörspielfassung mit Helmut Zierl.

## Werke
- Poèmes à haute voix 1970
- Terres de feu 1972
- État de veille 1974
- Braises, brasiers, brûlures 1975
- Paysage de femme 1975
- Le réel au plus vif 1976
- Clovis Hughes, un rouge du Midi 1978
- Total Khéops 1995 (deutsch: Total Cheops 2000)
- Chourmo 1996 (deutsch: Chourmo, 2000)
- Loin de tous rivages 1997
- Les marins perdus 1997 (deutsch: Aldebaran 2002)[9]
- Vivre fatigue 1998 (deutsch: Leben macht müde 2005)
- Soléa, 1998 (deutsch: Solea 2001)
- L'Aride des jours 1999
- Le soleil des mourants 1999 (deutsch: Die Sonne der Sterbenden 2003)
- Un temps immobile 1999

## Auszeichnungen
- 1996: Prix Sang d’encre für Chourmo
- 2001: Deutscher Krimi Preis in der Kategorie International (1. Platz) für Chourmo